# Ampicilin
Ampicilin neboli (2S,5R,6R)-6-[(2R)-2-amino-2-fenylacetamido]-3,3-dimethyl-7-oxo-4-thia-1-azabicyklo[3.2.0]heptan-2-karboxylová kyselina je původně širokospektrální antibiotikum ze skupiny aminopenicilinů, používané při léčbě bakteriálních infekcí od roku 1961.

## Indikace
- Břišní tyfus (lékem první volby je chloramfenikol)